# Visita ad limina apostolorum
A Visita ad limina, ou mais exatamente a Visita ad limina apostolorum (em português: “visita aos túmulos dos Apóstolos”) é uma obrigação dos bispos diocesanos e outros prelados da Igreja Católica, de a cada 5 anos se encontrarem com o Papa, visitando os túmulos dos apóstolos São Pedro e São Paulo, em Roma.
Nesse encontro os bispos apresentam um relatório sobre o estado pastoral das suas dioceses ou prelaturas e ouvem a apreciação e os conselhos do Papa sobre elas. Para facilitar a visita, os bispos são organizados de acordo com as comissões nacionais e regionais. Presentemente as normas que regulam os relatórios e as visitas estão fixadas nos cânones 399 e 400 do Código de Direito Canónico de 1983 e no cânone 208 do Código de Direito Canónico das Igrejas de Rito Oriental de 1990.

## História
Nos três primeiros séculos do cristianismo os bispos escreviam para o papa, ou visitavam pessoalmente o Sumo Pontífice quando as circunstâncias exigiam, porém não há vestígios de qualquer obrigação de visitar Roma. Os primeiros registros desta visita encontram-se na prática de reunir duas vezes por ano concílios provinciais dos bispos da Itália, que pertenciam a província do papa. No século V o Papa Leão I insiste que três bispos sejam enviados da Sicília anualmente para Roma para assistir a um Concílio. No século seguinte, Gregório I declarou que os bispos sicilianos que visitavam Roma uma vez a cada três anos, estendendo o prazo para cinco anos.
Um concílio presidido pelo Papa Zacarias (743) decretou que os bispos no Ocidente deviam ser consagrados pelo papa, aqueles que residissem perto de Roma, devem fazer anualmente a visita ad limina, e aqueles que estão longe tem a obrigação de fazê-lo por carta. Registros do século IV, indicam que o papa concedia a muitos arcebispos metropolitanos e outros bispos o pálio aprovando seu episcopado, prática que se tornou universal no século XI. A visita tornou-se obrigatória devido ao Papa Pascoal II no século XI. A partir do século XIII uma forma de juramento é feita pelos bispos antes de sua consagração.
Em 1585 o Papa Sisto V através da constituição Romanus Pontifex estabeleceu de forma mais clara as visitas ad limina. Estas regras foram revistas a 31 de Dezembro de 1909 pelo Papa S. Pio X através de um decreto sobre a Congregação Consistorial, fixando que cada bispo deve enviar ao papa um relatório sobre o estado da sua dioceses de 5 em 5 anos, começando em 1911.